# Hurricane (teste nuclear)

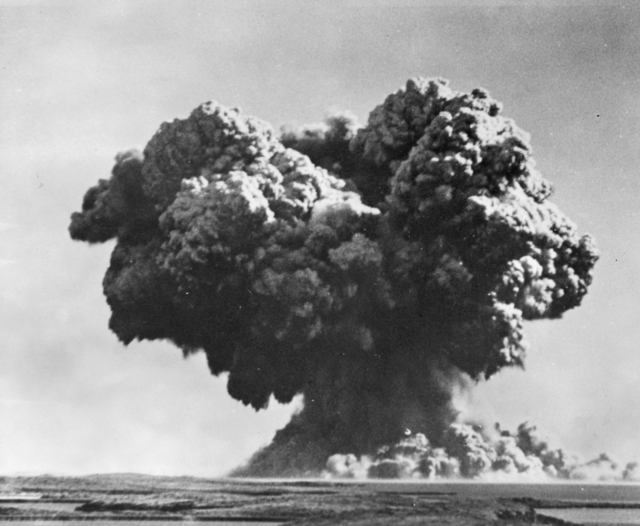
Explosão do artefato inglês.

Hurricane ou Operação Furacão (em inglês: Operation Hurricane) foi o primeiro teste de um dispositivo atômico britânico. Um dispositivo de implosão de plutônio foi detonado em 3 de outubro de 1952 na Baía Principal, Ilha Trimouille nas Ilhas Montebello, na Austrália Ocidental. Com o sucesso da Operação Furacão, a Grã-Bretanha se tornou a terceira potência nuclear depois dos Estados Unidos e da União Soviética.

## História

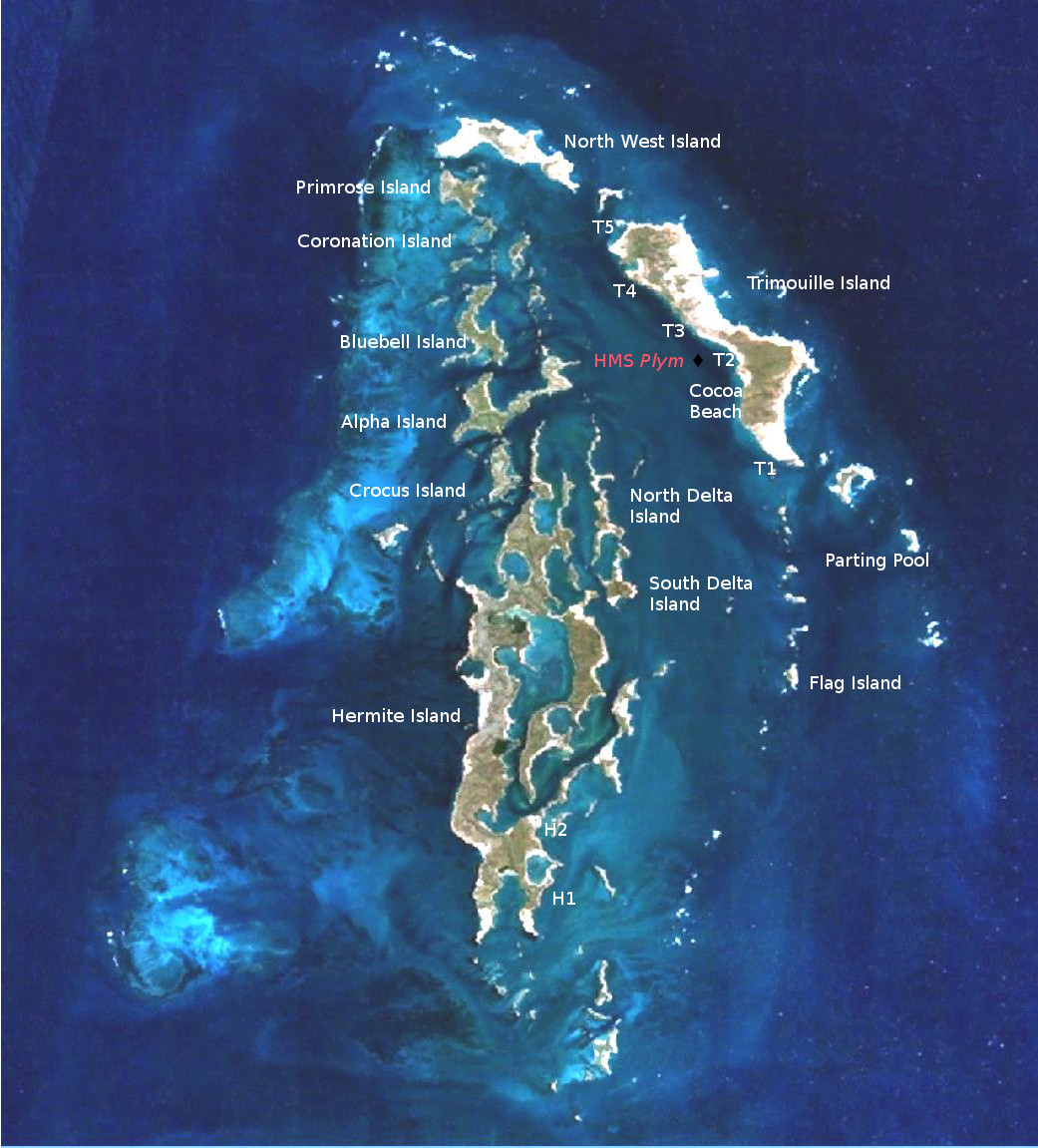
Imagem de satélite legendada das Ilhas Montebello, são um arquipélago de cerca de 174 pequenas ilhas (cerca de 92 das quais são nomeadas) que se encontram a 20 km (12 milhas) ao norte da Ilha Barrow e a 130 km (81 milhas) da costa de Pilbara do noroeste da Austrália.

Durante a Segunda Guerra Mundial, a Grã-Bretanha iniciou um projeto de armas nucleares, conhecido como Tube Alloys, mas o Acordo de Quebec de 1943 o fundiu com o Projeto Manhattan americano. Vários cientistas britânicos importantes trabalharam no Projeto Manhattan, mas depois da guerra o governo americano encerrou a cooperação em armas nucleares. Em janeiro de 1947, um subcomitê do gabinete decidiu, em resposta à apreensão do isolacionismo americano e aos temores de que a Grã-Bretanha perdesse seu status de grande potência, fez os britânicos retomar os esforços para construir armas nucleares. O projeto foi denominado High Explosive Research, e foi dirigido por Charles Portal, com William Penney encarregado do projeto da bomba.

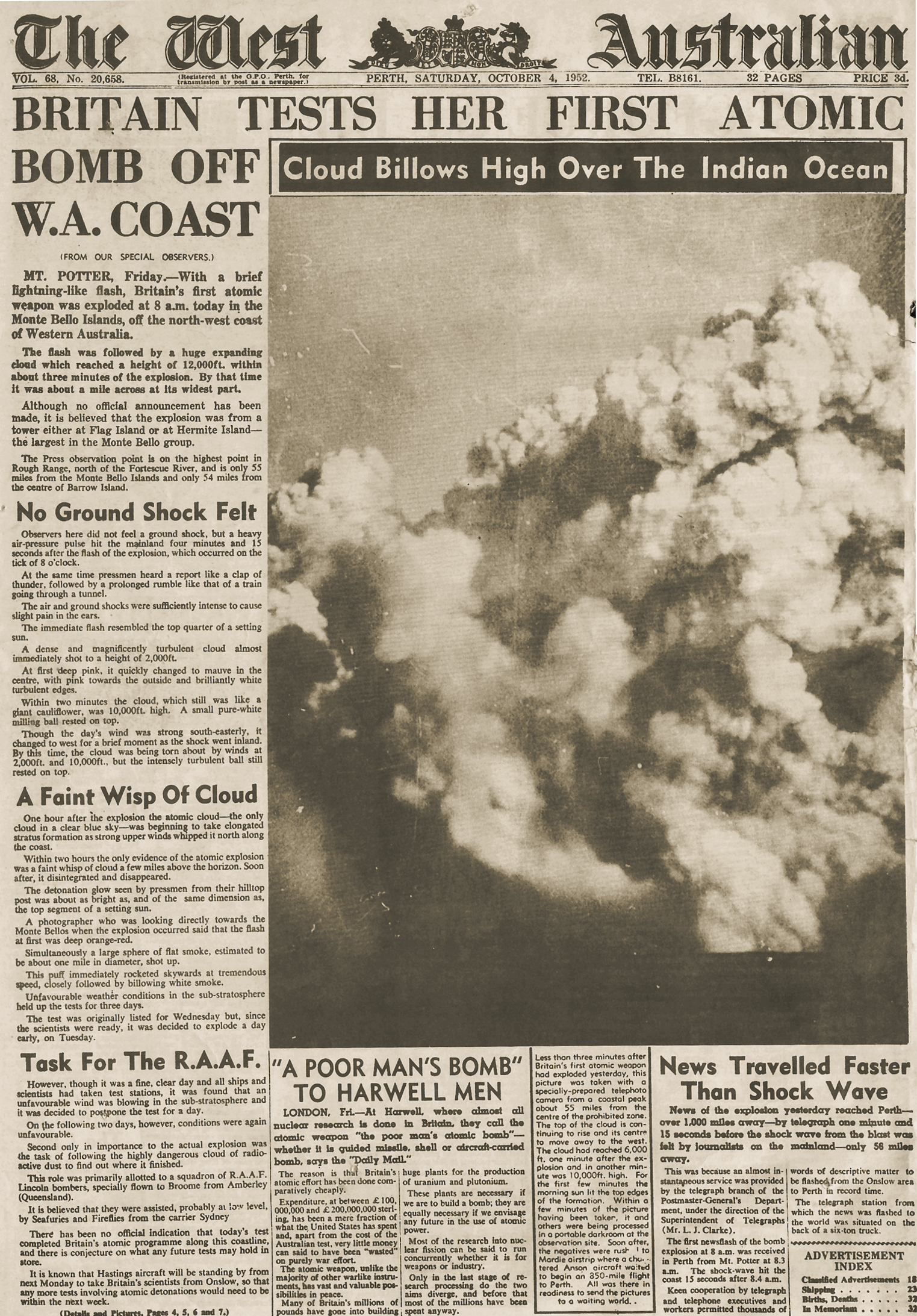
O teste apareceu nas primeiras paginas dos jornais australianos.

Implícita na decisão de desenvolver bombas atômicas estava a necessidade de testá-las. O local preferido era o Pacific Proving Grounds nas Ilhas Marshall controladas pelos Estados Unidos. Como alternativa, foram considerados locais no Canadá e na Austrália. O Almirantado sugeriu que as ilhas Montebello poderiam ser adequadas, então o primeiro-ministro do Reino Unido, Clement Attlee, enviou um pedido ao primeiro-ministro da Austrália, Robert Menzies. O governo australiano concordou formalmente com o uso das ilhas como local de teste nuclear em maio de 1951. Em fevereiro de 1952, o sucessor de Attlee, Winston Churchill, anunciou na Câmara dos Comuns que o primeiro teste da bomba atômica britânica ocorreria na Austrália antes do final do ano.
Uma pequena frota foi montada para a Operação Furacão sob o comando do Contra-Almirante Arthur David Torlesse; incluía a transportadora de escolta HMS Campania (D48), que servia como carro-chefe, e os navios de desembarque Narvik, Zeebrugge e Tracker. Leonard Tyte, do Atomic Weapons Research Establishment de Aldermaston, foi nomeado o diretor técnico. A bomba da Operação Furacão foi montada (sem seus componentes radioativos) em Foulness e levada para a fragata HMS Plym (K271) para transporte para a Austrália. Ao chegar às ilhas Montebello, os cinco navios da Marinha Real juntaram-se a onze navios da Marinha Real Australiana, incluindo o porta-aviões HMAS Sydney (R17). Para testar os efeitos de uma bomba atômica contrabandeada por navio em um porto (uma ameaça de grande preocupação para os britânicos na época), a bomba explodiu dentro do casco de Plym, ancorado a 350 metros da Ilha de Trimouille. A explosão ocorreu 2,7 metros (8 pés e 10 polegadas) abaixo da linha d'água e deixou uma cratera em forma de disco no fundo do mar com 6 metros (20 pés) de profundidade e 300 metros (980 pés) de largura.